# 兰贝格
兰贝格是德国莱茵兰-普法尔茨州的一个市镇。总面积7.75平方公里，总人口964人，其中男性483人，女性481人（2011年12月31日），人口密度124人/平方公里。